# Teodor Manea
Teodor Manea (n. 1875, Bratca – d. 1930, Bratca) a fost un deputat în Marea Adunare Națională de la Alba Iulia, organismul legislativ reprezentativ al „tuturor românilor din Transilvania, Banat și Țara Ungurească”, cel care a adoptat hotărârea privind Unirea Transilvaniei cu România, la 1 decembrie 1918.:p. 77

## Biografie
A absolvit șase clase primare. Înainte de 1900 a fost agricultor .

## Activitate politică
Din anul 1900 a fost primar în Bratca. La 1918 a organizat Garda Națională comunală și a fost ales membru al Consiliului Național Român Oradea-Bihor. A participat ca delegat al cercului electoral Aleșd la Marea Adunare Națională de la Alba-Iulia din 1 decembrie 1918. După Unire este ales din nou primar până în anul 1928. În acest timp a acționat pentru consolidarea administrației românești în zonă, a combătut elemente anti-unioniste și a coordonat înfăptuirea reformei agrare în comună.